# 巴泽
巴泽（法語：Bazet，法語發音：[bazɛ]）是法国上比利牛斯省的一个市镇，位于该省北部偏西，属于塔布区。

## 地理
巴泽（43°17'24"N, 0°4'35"E）面积2.84 平方千米，位于法国奧克西塔尼大區上比利牛斯省，该省份为法国西南部内陆省份，北至热尔省，西接大西洋比利牛斯省，南与西班牙接壤，东临上加龙省。
与巴泽接壤的市镇（或旧市镇、城区）包括：昂德雷斯特、欧朗桑、埃谢兹河畔博代尔、布尔、乌尔斯贝利勒。

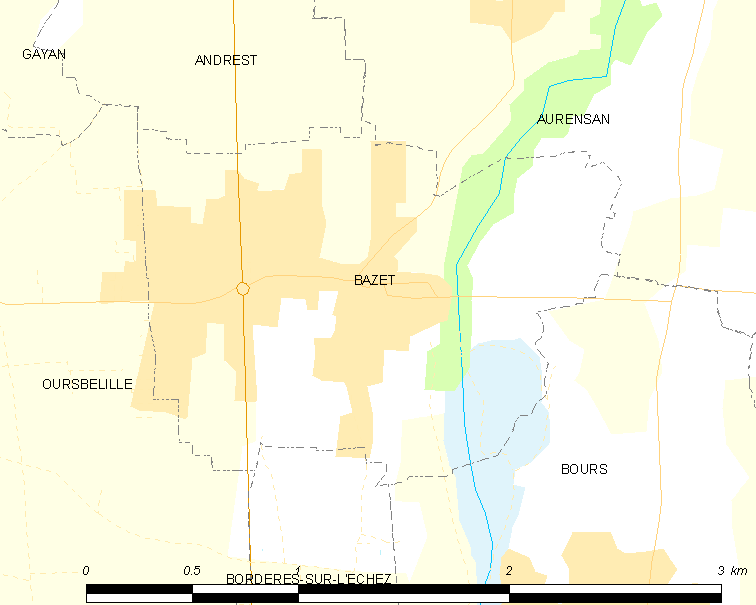
巴泽的OSM定位图

巴泽的时区为UTC+01:00、UTC+02:00（夏令时）。

## 行政
巴泽的邮政编码为65460，INSEE市镇编码为65072。

## 政治
巴泽所属的省级选区为埃谢兹河畔博代尔县。

## 人口

1962-2008年间巴泽人口变化图示

巴泽于2022年1月1日时的人口数量为1877人。